# Германская коммунистическая партия
Германская коммунистическая партия (нем. Deutsche Kommunistische Partei) — коммунистическая партия в Германии, основанная в 1968 году.

## История

### Предыстория
В 1918 году в Германской империи на основе левого крыла Независимой социал-демократической партии Германии (Союз Спартака) была создана Коммунистическая партия Германии (КПГ). В 1933 году в нацистской Германии КПГ была запрещена. Вновь разрешена в 1945 году, в освобождённой Германии, но в 1956 году вновь запрещена в Западной Германии (ФРГ). В ГДР (Восточной Германии) КПГ объединилась с левыми социал-демократами в Социалистическую единую партию Германии (СЕПГ), но в 1990 году от СЕПГ откололось её ленинистское крыло, образовав новую Коммунистическую партию Германии.

### Создание
ГКП была основана в 1968 году в Западной Германии после переговоров с министром юстиции — социал-демократом Густавом Хайнеманом. Возможности её регистрации способствовали разрядка и приход к власти в ФРГ «большой коалиции» в 1966 году. Почётным председателем партии стал бывший председатель запрещённой в 1956 году КПГ Макс Рейманн. ГКП считает себя продолжательницей традиций КПГ (основать партию-преемницу КПГ запрещает приговор Конституционного суда о её запрете).

### Современное состояние
На выборах в федеральное собрание (бундестаг) партия не получала более 0,3 % голосов. В ландтагах также не была представлена. На муниципальном уровне имеет ряд депутатов, оплоты ГКП — города Северного Рейна-Вестфалии, Гессена и Нижней Саксонии. В 2005 году члены ГКП участвовали в парламентских выборах под флагом Левой партии.
Родственной партией была Социалистическая единая партия Западного Берлина — отдельная партия, поскольку СЕПЗБ и ГКП не соглашались с господствовавшим в ФРГ и Западном Берлине мнением о принадлежности Западного Берлина к ФРГ.

## Организационная структура
ГКП состоит из земельных организаций (landesorganisation), земельные организации из районных организаций (kreisorganisation), районные организации из местных организаций (ortsorganisation) и организаций в городских округах (stadtteilorganisation), местные организации из производственных групп (betriebsgruppe) и территориальных групп (wohngebietsgruppe). Высший орган — съезд (Parteitag), между съездами — правление (Parteivorstand), исполнительный орган — секретариат правления (Sekretariat des Parteivorstandes), высший контрольный орган — Центральная арбитражная комиссия (Zentrale schiedskommission), высший ревизионный орган — Центральная ревизионная комиссия (Zentrale revisionskommission).
Земельные организации
Земельные организации соответствуют землям. Высший орган земельных ассоциаций — земельная конференция (landesdelegiertenkonferenz), между земельными конференциями — земельное правление (landesvorstand), исполнительный орган земельной организации — секретариат земельного правления (sekretariat des landesvorstandes), контрольный орган земельной ассоциации — земельная арбитражная комиссия (landesschiedskommission).
Районные организации
Районные организации соответствуют районам, внерайонным городам и городским округам Берлина и Гамбурга. Высший орган районной организации — районная конференция (kreisdelegiertenkonferenz), между районными конференциями — районное правление (kreisvorstand), исполнительный орган районной организации — секретариат районного правления (sekretariat des kreisvorstandes), контрольный орган районной ассоциации — районная арбитражная комиссия (kreisschiedskommission).
Местные организации
Местные организации соответствуют городам, общинам, городским округам и частям Берлина и Гамбурга, небольшие организации в городских округах заменены жилищными группами, и те существуют практически только в крупных районных организациях. Высший орган местной организации — общее собрание, между общими собраниями — местное правление (ortsvorstand).
Производственные группы
Производственные группы соответствуют предприятиям и учреждениям. По производственным организациям распределяются все члены ГКП работающие в любом предприятии или учреждении - то есть большинство членов партии. Высший орган производственной группы — общее собрание (hauptversammlung), между общими собраниями — правление.
Территориальные группы
Территориальные группы соответствуют частям мест. По жилищным организациям распределяются исключительно состоящие в партии самозанятые, творческая интеллигенция и фермеры. Высший орган территориальной группы — общее собрание, между общими собраниями — правление.
Молодёжная организация
Молодёжная организация партии — Немецкая социалистическая рабочая молодёжь (Sozialistische Deutsche Arbeiterjugend, SDAJ, НСРМ). НСРМ состоит из земельных организаций, земельные организации из районных организаций, районные организации из групп. До начала 1990-х годов при ГКП существовала также детская организация — «Юные пионеры» (Jungen Pioniere). Высший орган — съезд (bundeskongress), между съездами — правление (bundesvorstand), высший контрольный орган — федеральная арбитражная комиссия (bundesschiedskommission).
Земельные организации НСРМ
Земельные организации НСРМ соответствуют землям. В некоторых землях заменены земельными комитетами (landesausschuss), избираемые общими собраниями местных групп. Высший орган земельной организации — земельная конференция (Landeskonferenz), между земельными конференциями — земельное правление (Landesvorstand).
Районные организации НСРМ
Районные организации НСРМ соответствуют районам, внерайонным городам, городским округам Берлина и Гамбурга. Высший орган районной организации — районная конференция (Kreiskonferenz), между районными конференциями — районное правление (Kreisvorstand).
Группы НСРМ
Фактически крайне малочисленны. Высший орган группы — общее собрание (Gruppenvollversammlung), между общими собраниями — правление группы (Gruppenvorstand).

## Известные члены
- Ханнес Вадер
- Дитер Болен

## Председатели ГКП
- 1969—1973 — Курт Бахман
- 1973—1990 — Герберт Мис
- 1990—2010 — Хайнц Штер
- 2010—2013 Беттина Юргенсен
- с 2013 Патрик Кёбеле

## Комментарии
1. ↑  фактически во многих районных организациях заменены районными общими собраниями (kreismitgliederversammlung)
2. ↑  фактически во многих земельных организациях заменены земельными общими собраниями (landesmitgliederversammlung)
3. ↑  Фактически на районные организации делятся только крупные земельные организации НСРМ
4. ↑  фактически во многих районных организациях заменяются районными общими собраниями (kreismitgliederversammlung)